# Acido forte
Un acido forte è una sostanza che ha una costante di dissociazione acida (Ka) maggiore di 1; per rendersi conto di quanto questo valore sia alto, basti pensare che tutti gli altri acidi (a parte quelli chiamati super acidi) sono detti deboli e hanno una Ka solitamente espressa tramite potenze negative di dieci. 

## Acidi forti inorganici e loro basi coniugate
In soluzione acquosa gli acidi inorganici (ossiacidi e idracidi) forti sono:
- acido solforico (H2SO4) (forte solo nella prima dissociazione)
- acido cloridrico (HCl, chiamato anche acido muriatico)
- acido nitrico (HNO3)
- acido iodidrico (HI)
- acido perclorico (HClO4)
- acido bromidrico (HBr)
- acido clorico (HClO3)
- acido perbromico (HBrO4) (instabile in soluzione)
- acido cromico (H2CrO4) e acido dicromico (H2Cr2O7) (forti solo nella prima dissociazione, instabili in soluzione)
- acido permanganico (HMnO4) (instabile in soluzione)

Ognuno di questi prodotti chimici si ionizza completamente in acqua: ciò vuol dire che da 1 mol di uno di essi si ricava una soluzione acquosa contenente esattamente 1 mol di H3O+. Mischiare gli acidi forti con l'acqua, in particolar modo l'acido solforico, richiede però grande attenzione ed esperienza: si tratta infatti di reazioni molto esotermiche che possono causare il ribollire della soluzione e una fuoriuscita di liquidi corrosivi dal contenitore di reazione. Tali ionizzazioni avvengono secondo le seguenti formule:
{\displaystyle {\ce {H2SO4 + H2O -> HSO4- + H3O+}}}
{\displaystyle {\ce {HCl + H2O -> Cl- + H3O+}}}
{\displaystyle {\ce {HNO3 + H2O -> NO3- + H3O+}}}
{\displaystyle {\ce {HI + H2O -> I- + H3O+}}}
{\displaystyle {\ce {HClO4 + H2O -> ClO4- + H3O+}}}
{\displaystyle {\ce {HBr + H2O -> Br- + H3O+}}}
{\displaystyle {\ce {HClO3 + H2O -> ClO3- + H3O+}}}
{\displaystyle {\ce {HBrO4 + H2O -> BrO4- + H3O+}}}
{\displaystyle {\ce {HCr2O4 + H2O -> Cr2O4- + H3O+}}}
{\displaystyle {\ce {H2Cr2O7 + H2O -> HCr2O7- + H3O+}}}
{\displaystyle {\ce {HMnO4 + H2O -> MnO4- + H3O+}}}
Notiamo inoltre che, secondo la teoria acido-base di Brønsted-Lowry, le basi coniugate di queste sostanze, ovvero quelle che fanno parte dei prodotti insieme allo ione idronio, hanno una Kb (costante di dissociazione basica) piccolissima, minore di 10−14; lo ione bisolfato HSO−4, ovvero la base coniugata dell'acido solforico, è una base debole come Cr2O−4 (base coniugata dell'acido cromico) e HCr2O−7 (base coniugata dell'acido dicromico).